# كيرك براندون
كيرك براندون (بالإنجليزية: Kirk Brandon)‏ هو مغني وكاتب أغاني بريطاني، ولد في 3 أغسطس 1956 في مدينة وستمنستر في المملكة المتحدة.

## وصلات خارجية
- الموقع الرسمي
- كيرك براندون على موقع ميوزك برينز (الإنجليزية)
- كيرك براندون على موقع ديسكوغز (الإنجليزية)